# Seleção Brasileira de Futebol de Salão Feminino (CNFS)
Seleção Brasileira de Futebol de Salão Feminino da CNFS é a seleção oficial de futebol de salão do Brasil, que participa dos campeonatos regidos pela AMF - Associação Mundial de Futsal, nas regras FIFUSA, e que tem como unidade organizadora a Confederação Nacional de Futebol de Salão, criada em 8 de março de 1991.

## História

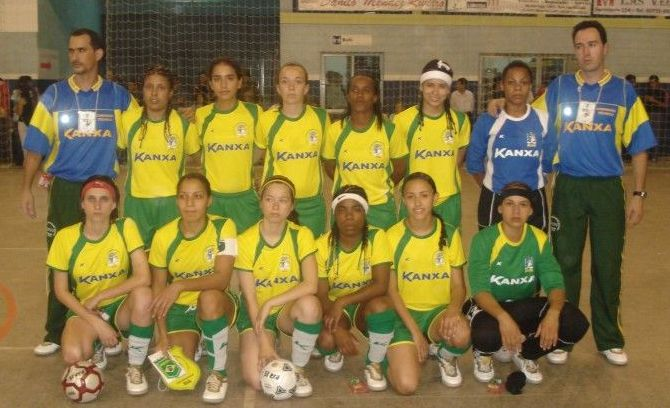
Seleção Brasileira de Futebol de Salão Feminino na Argentina em 2006.

Em 2006, a Seleção Brasileira de Futebol de Salão Feminino da Confederação Nacional de Futebol de Salão, nas regras AMF, iniciou sua jornada nas mãos do treinador Jadilmar da Silva, na preparação de uma equipe para o Mundial de 2008 na Catalunha.
Doze desbravadoras atletas participaram pela primeira vez da seleção canarinho na disputa da Copa do Mundo de Mulheres AMF em 2006, na Argentina.
Na volta para o Brasil, as atletas acostumadas nas quadras a disputar campeonatos também na modalidade futsal (FIFA) organizados pela Federação Paulista de Futsal, tiveram uma dura punição. As doze atletas tiveram os seus registros suspensos na Confederação Brasileira de Futebol de Salão gestora do futsal (FIFA) no Brasil; por representar o Brasil jogando o futebol de salão nas regras AMF. Algumas atletas também perderam bolsas de estudos nas faculdades, pois atuavam nas equipes universitárias em troca dos estudos. As represálias não pararam; às vésperas do I Mundial Feminino de Futebol de Salão de 2008, a Seleção do Brasil foi substituída pela Seleção da Bulgária, por falta de recursos financeiros, devido à pressão de federações nacionais, divulgando absurdamente aos patrocinadores da Seleção Brasileira que o “histórico e legítimo” futebol de salão FIFUSA/AMF era uma modalidade não oficial no Brasil e no Mundo.

## Atualidade

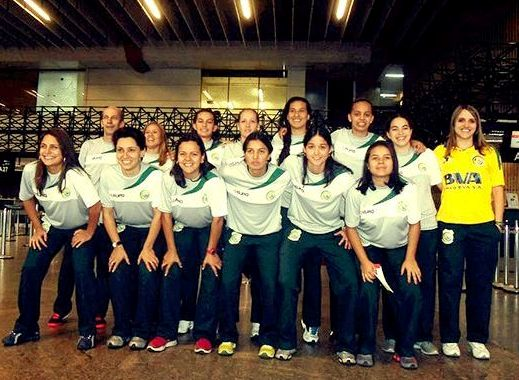
Seleção Brasileira de Futebol de Salão Feminino campeã do pré-mundial realizado na Venezuela em 2012.

Passado os atritos, o fato do futsal (FIFA) ou futebol de salão (FIFUSA/AMF), pertencerem a entidades diferentes, por certo deverá, com o passar do tempo, demarcar modalidades diferenciadas.
Em 2012, comandada por Liliane Silva a Seleção Brasileira participou do Pré-Mundial na Venezuela; e em 2013, do II Mundial Feminino de Futebol de Salão na cidade de Barrancabermeja na Colômbia.
Em 2015, comandado pelo técnico Fabinho Caçador, a Seleção Brasileira foi para o I Campeonato Sul-Americano Feminino de Futebol de Salão, na Colômbia.

## Títulos
Pré-mundiais
- Campeã do Pré Mundial Feminino de Futebol de Salão (AMF): 2012.[1]

Mundiais
- Campeã do Campeonato Mundial Feminino de Futebol de Salão (FIFUSA/AMF): 2017.[5]

## Elenco

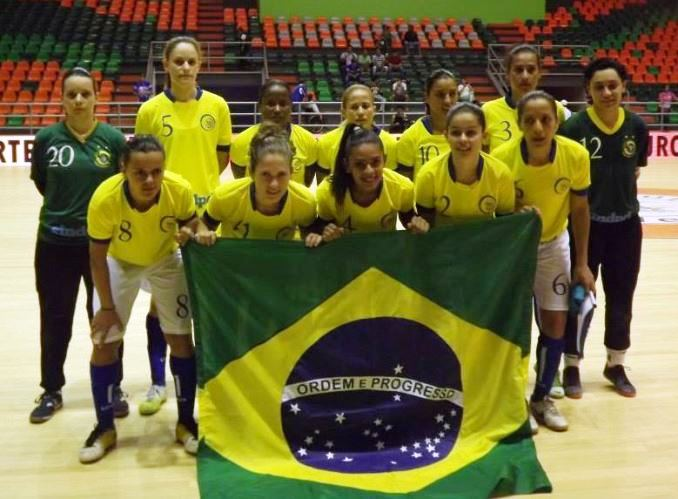
Seleção Brasileira de Futebol de Salão Feminino, no II Mundial realizado na Colômbia em 2013.

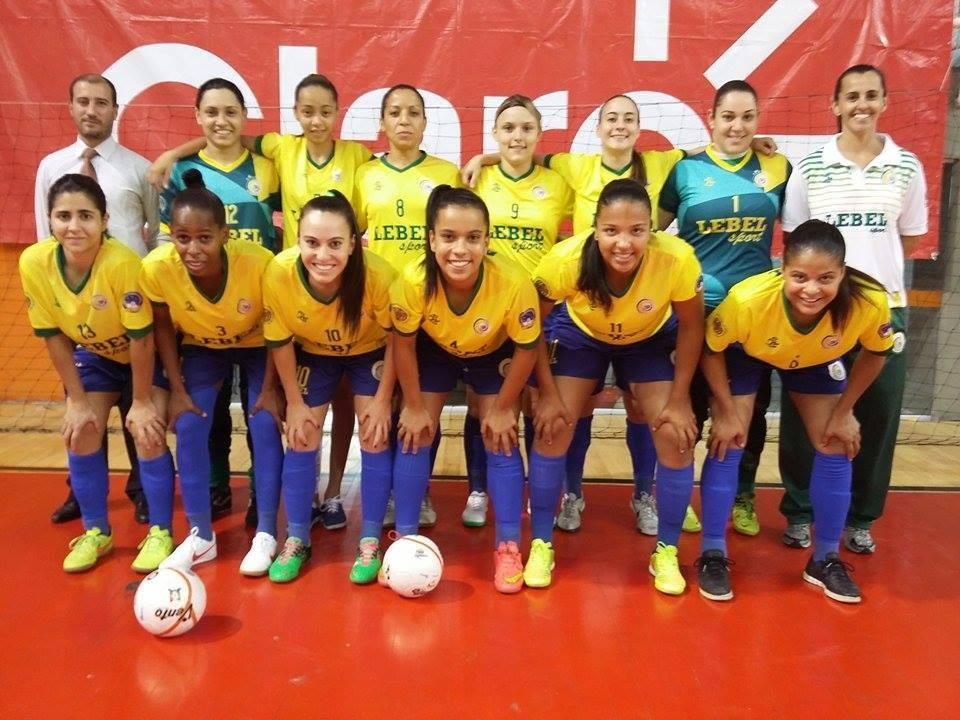
Seleção Brasileira de Futebol de Salão Feminino na Colômbia em 2015.

Baseado na convocação do dia 19 de maio de 2015 para o Campeonato Sul-Americano Feminino de Futebol de Salão de 2015.
| Nome                               | Apelido         | Posição    | Clube         |
| ---------------------------------- | --------------- | ---------- | ------------- |
| Aline Guedes Santiago              | Guedes          | Ala        | Puella Futsal |
| Ana Paula Moreira dos Reis         | Ana Paula       | Ala        | Campinense    |
| Fernanda de Britto Agostinho       | Fernanda        | Ala        | Atlética USP  |
| Eriane Francisca de Almeida        | Ane             | Fixa       | São Luiz      |
| Isabela Aparecida de Melo          | Isabela         | Pivô       | Puella Futsal |
| Laís Marcondes Sakurai             | Laís            | Ala        | Atlética USP  |
| Lorenna Almeida Coelho Veneziano   | Ló              | Pivô       | Puella Futsal |
| Mariana dos Santos Gonçalves Silva | Mariana         | Ala        | SCCP          |
| Natália Scalabrini Taurinho        | Natália         | Goleira    | Puella Futsal |
| Vivian Cardoso Dos Santos          | Vivian          | Pivô       | SCCP          |
| Maat Krishina Maas Machado         | Maat            | Goleira    | Sindpd        |
| Suzana Pereira da Silva            | Sú              | Ala - Fixa | Sindpd        |
| Fabio Alexandre Caçador Louro      | Fabinho Caçador | Treinador  | SCCP          |